# Marianne North

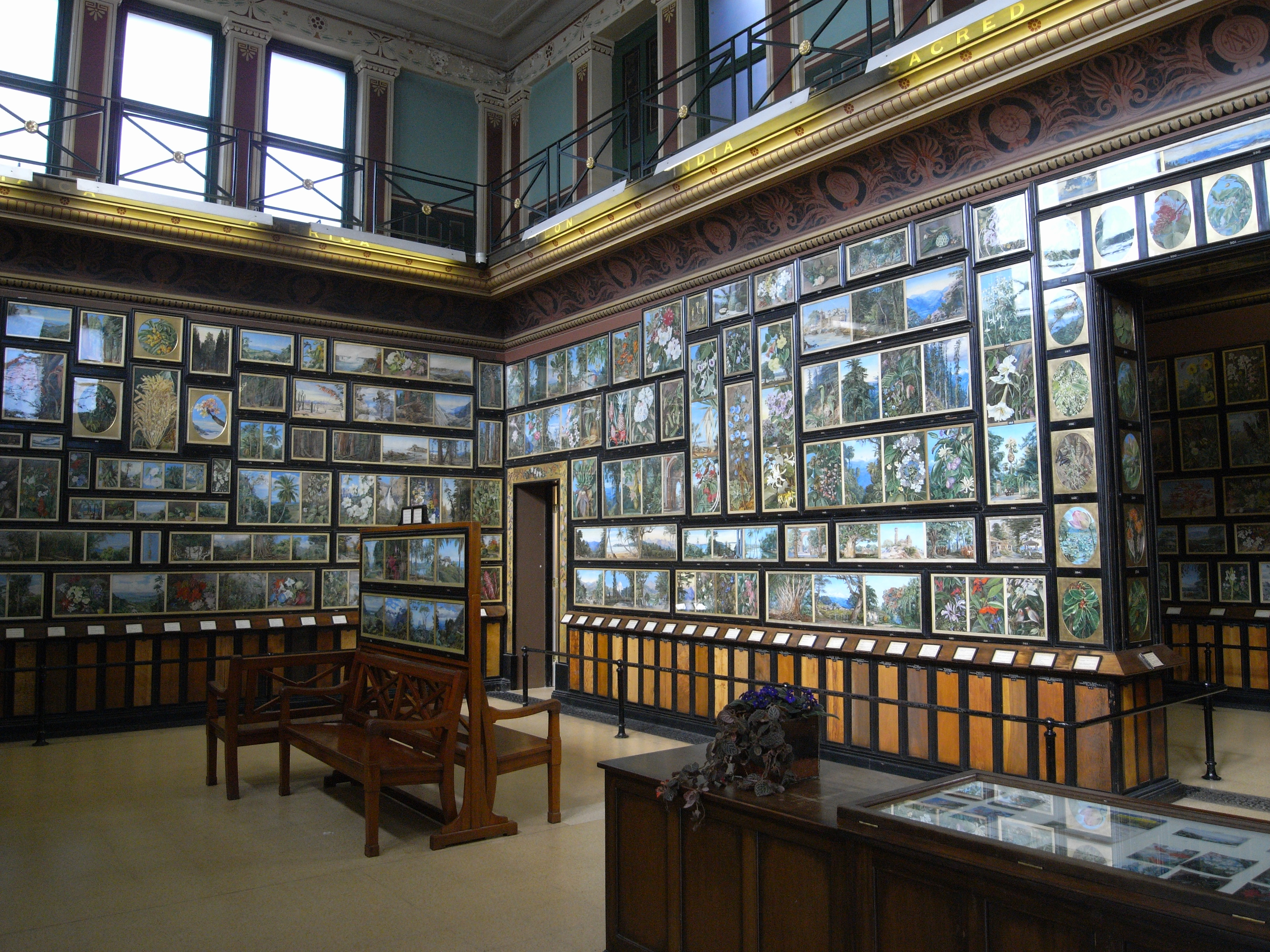
La Marianne North Gallery a Kew

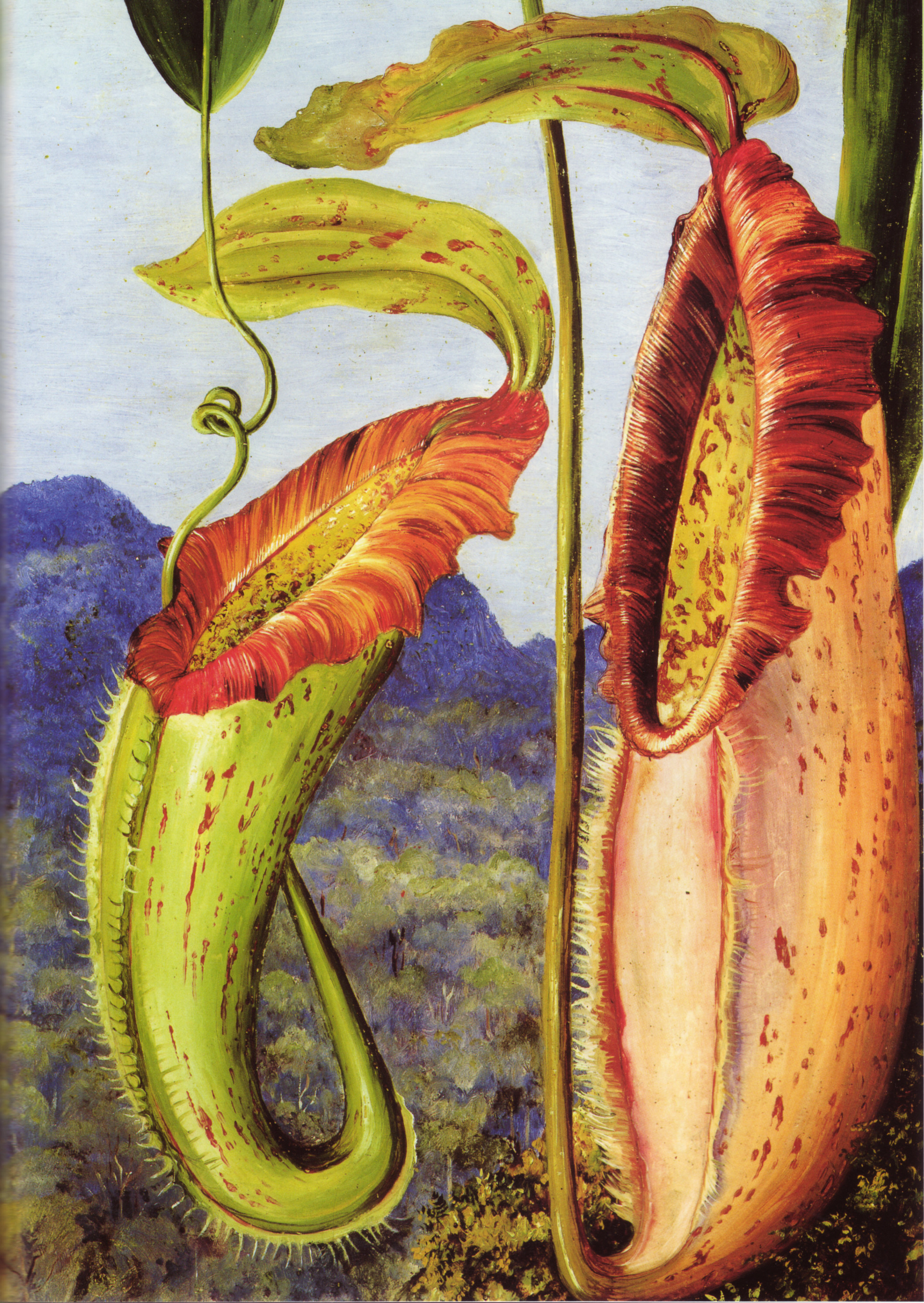
La Nepenthes northiana illustrata da Marianne North

Marianne North (Hastings, 24 ottobre 1830 – Alderley, 30 agosto 1890) è stata un'illustratrice e naturalista britannica.

## Biografia
Figlia primogenita di Frederick North, parlamentare britannico per la circoscrizione di Hastings, proprietario terriero e discendente da Roger North (1653-1734). Di famiglia benestante, come tutte le giovani sue pari, non si dedicò ad acquisire una formazione o ad imparare un mestiere, entrambe attività ritenute sconvenienti, ma trascorse la sua gioventù dedicandosi dapprima al canto, che studiò con Charlotte Sainton-Dolby, ed in seguito alla pittura, soprattutto di soggetti floreali.
Dopo la morte della madre, nel 1855, iniziò una serie di viaggi accompagnando il padre. La morte di quest'ultimo (1869), al quale Marianne era molto devota, fu un grave lutto dal quale si riprese dopo due anni. Decise di realizzare il suo sogno, viaggiare per il mondo dipingendo la flora di paesi esotici.
Nel 1871-1872 si recò in Canada, Stati Uniti e Giamaica, trascorse un anno in Brasile dove passò lunghi periodi nella foresta.
Nel 1875, dopo alcuni mesi trascorsi a Tenerife, cominciò un viaggio che l'avrebbe portata intorno al mondo. I due anni successivi li trascorse dipingendo la flora della California, del Giappone, Borneo, Giava e Ceylon.
Trascorse il 1878 in India e al suo ritorno a Londra esibì alcune delle sue opere, il successo ottenuto la incoraggiò e, nell'agosto del 1879, scrisse a Joseph Hooker, offrendo la sua collezione ai Royal Botanic Gardens di Kew e offrendosi inoltre di costruire un padiglione apposito. La costruzione dell'edificio, progettato da James Ferguson, iniziò in quello stesso anno.
Su suggerimento di Darwin nel 1880 si recò in Australia e Nuova Zelanda dove trascorse un anno. in Australia incontrò Ellis Rowan, alla quale insegnò l'uso dei colori a olio. Nel 1882 fu aperto il suo padiglione a Kew e nel 1883, dopo un viaggio in Sudafrica, la galleria venne ampliata.
Nel 1884 e 1885 visitò Seychelles e Cile.
Marianne North morì ad Alderly nel Gloucestershire il 30 agosto 1890.

## Opere
832 quadri di Marianne North sono esposti alla Marianne North Gallery dei Royal Botanic Gardens di Kew.
Nel 1892 fu pubblicata l'edizione completa in due volumi dei suoi diari con il titolo Recollections of a Happy Life: Being the Autobiography of Marianne North, Londra, Macmillan. Il libro fu un tale successo che l'anno seguente venne pubblicato Some Further Recollections of a Happy Life, Selected from the Journals of Marianne North, Chiefly Between the Years 1859 and 1869. sempre da Macmillan.

## Riconoscimenti
A Marianne North sono dedicati il genere Northea  e quattro specie:
- Areca northiana, una specie di palma
- Nepenthes northiana, una pianta carnivora del Borneo
- Crinum northianum
- Kniphofia northiana